# Meromyza mongolica
Meromyza mongolica är en tvåvingeart som beskrevs av Lidia Ivanovna Fedoseeva 1971. Meromyza mongolica ingår i släktet Meromyza och familjen fritflugor. Inga underarter finns listade i Catalogue of Life.